# Adam Rayner
Adam Rayner (* 1977 in Shrewsbury, England) ist ein britischer Schauspieler.

## Leben und Karriere
Adam Rayner wuchs in einem kleinen Dorf in der Nähe von Norwich mit seinem älteren Bruder auf. Seine Mutter ist Amerikanerin, sein Vater ist Brite. Als folge besitzt Adam Rayner die Doppelte Staatsbürgerschaft. Er verbrachte einen kleinen Teil seiner Kindheit in Amerika. Sein Studium an der Durham University schloss er mit einem Notendurchschnitt von 2,1 ab. Nach seinem Studium besuchte er zwei Jahre die London Academy of Music and Dramatic Art.
Adam Rayner trat in mehreren Fernsehserien auf, unter anderem in Mistresses – Aus Lust und Leidenschaft, Waking the Dead – Im Auftrag der Toten und Hawthorne. Er übernahm Hauptrollen in Hunted – Vertraue niemandem und Tyrant. In der Fernsehverfilmung von The Saint aus 2017 verkörperte Rayner den Titelhelden Simon Templar. In den Jahren 2004 bis 2006 war er auch in verschiedenen Theateraufführungen zu sehen.

## Filmografie (Auswahl)
- 2003: At Home with the Braithwaites (Fernsehserie, Folge 4x01)
- 2005–2007: Sensitive Skin (Fernsehserie, 3 Folgen)
- 2006: Die Schönheitslinie (The Line of Beauty, Miniserie, Folge 1x02)
- 2006: Love and Other Disasters
- 2007: Butchered – Keiner kann entkommen (Steel Trap)
- 2008: Doctor Who (Fernsehserie, Folge 4x07)
- 2008–2010: Mistresses – Aus Lust und Leidenschaft (Mistresses, Fernsehserie, 16 Folgen)
- 2010: Undercovers (Fernsehserie, Folge 1x12)
- 2010, 2013: Miranda (Fernsehserie, 2 Folgen)
- 2010–2011: Hawthorne (Fernsehserie, 20 Folgen)
- 2011: Waking the Dead – Im Auftrag der Toten (Waking the Dead, Fernsehserie, 2 Folgen)
- 2011: The Task
- 2012: Hunted – Vertraue niemandem (Hunted, Fernsehserie, 8 Folgen)
- 2013: The Whale (Fernsehfilm)
- 2014–2016: Tyrant (Fernsehserie, 32 Folgen)
- 2015: Tracers
- 2016: Notorious (Fernsehserie, 6 Folgen)
- 2017: The Saint (Fernsehfilm)
- 2019: The Fix (Fernsehserie)
- 2021–2022: Superman & Lois (Fernsehserie)
- 2023: Warrior (Fernsehserie)